# Кси¹ Весов
Кси¹ Весов (лат. ξ¹ Librae), 13 Весов (лат. 13 Librae), HD 131530 — одиночная звезда в созвездии Весов на расстоянии приблизительно 330 световых лет (около 101 парсека) от Солнца. Видимая звёздная величина звезды — +5,788m.

## Характеристики
Кси¹ Весов — оранжевый гигант спектрального класса K0III. Радиус — около 10,15 солнечных, светимость — около 61,84 солнечных. Эффективная температура — около 5044 К.